# دیوان لغات الترک

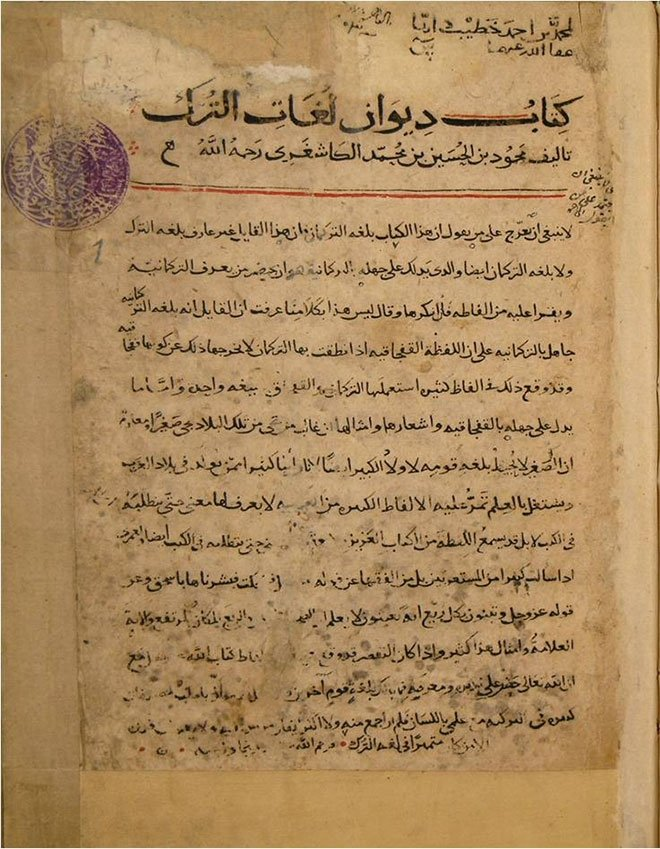
برگ نخست کتاب

دیوان لغات التُرک نخستین فرهنگنامهٔ‌ زبان ترکی دربرگیرندهٔ نخستین نقشهٔ زیستگاه تیره‌های ترک در جهان آن روزهاست و به شیوهٔ ترکی-عربی است که محمود کاشغری در سال ۴۶۶ هجری قمری برابر با ۱۰۷۲ میلادی آن را نوشته‌است. این کتاب در اصل برای یاد دادن ترکی به خلیفه‌های عباسی بغداد نوشته شده که زیر فرمان ترکان سلجوقی بودند اما همچنین به تاریخ، فرهنگ عامیانه، اسطوره‌شناسی، جغرافیا، مردم‌شناسی و ادبیات اقوام ترک پیش و پس از اسلام، قواعد دستوری زبان‌های ترکی و گویش‌شناسی آن‌ها می‌پردازد. این فرهنگنامه در هشت کتاب و هر کتاب در دو بخش و هر بخش بر اساس هنجارهای واژه‌سازی زبان عربی سامان یافته و حاوی ۷٬۵۰۰ تکواژ، ۲۹۰ گفتاورد و ۲۲۰ چکامه است.
دیوان لغات الترک نخستین واژه‌نامه در سمت و سوی تدوین کلیاتی از ترکی پژوهی و با صیغهٔ دانشنامه‌ای است که کاشغری با طرح‌ریزی عجیب و سخت‌باوری در آن مخزن واژگان ترکی را طبق قواعد صرف زبان عربی در سیستمی بهنجار و با سامان و با شرح ظرایف و دقایق فرهنگ ترکی و نمونه‌های ادبیات شفاهی و حماسه‌ها و اساطیر کهن مردمی، سازه‌بندی کرده‌است. کاشغری این اثر را در ۸۲ سالگی تألیف کرده و در ۹۷ سالگی در اواخر قرن پنجم وفات کرده‌است.
در کتاب لغات الترک، به دلیل همسایگی نزدیک غزها با خوارزم و دیگر نواحی زیست‌بوم خاوری در آسیای مرکزی، زبان‌شان از زبان‌های آسیای شمال‌غربی وام‌واژه گرفته‌است.

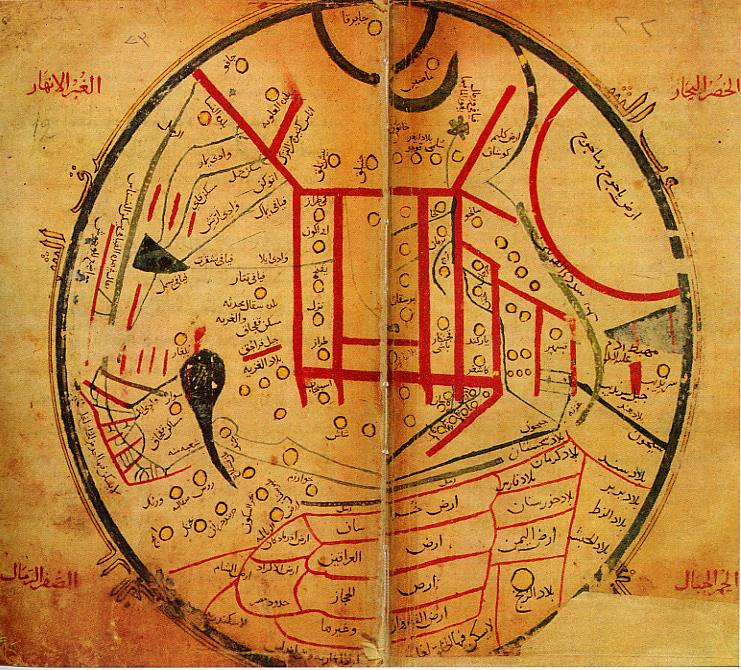
نقشهٔ جهان و توزیع اقوام ترک در آن، دیوان لغت الترک(تصویری دست‌ساز و واضح‌تر از نقشه در)

## ساختار اصلی
دیوان لغات الترک در هشت کتاب به شرح زیر، ساختار اصلی و عمده یافته‌است:
۱.  کتاب همزه
۲.  کتاب سالم
۳.  کتاب مضاعف
۴.  کتاب مثال
۵.  کتاب ذوالثلاثه
۶.  کتاب ذوالاربعه
۷.  کتاب ذوالغنه
۸.  کتاب ذوالساکنین
سپس هر کتاب به دو بخش «اسما» و «افعال» تقسیم شده‌است. در هر دو بخش با توجه به صور و اَشکال املای لغات ترکی در آن عصر، نخست لغات دو واجی، سپس سه واجی، چهار واجی، پنج واجی و سرانجام واژه‌های شش واجی به ترتیب الفبایی آمده‌است. این سازه‌نگاری، در هرجا لغات سالم را از غیرسالم جدا کرده و الفاظ مهموز، اجوف، لفیف، مثال، مضاعف و ناقص را نیز جداگانه تنظیم کرده‌است.

## اساطیر مذکور در دیوان لغات الترک
در این کتاب چندی از داستان‌های اساطیری ترکان آمده‌است که قسمتی از این داستانها چنین اند : 
1. به هنگامی که ذوالقرنین سمرقند را پشت سر گذاشته و به سرزمین ترکان گام می‌گذارد، با فرمانده جوان ترکان موسوم به شو رو در رو می‌شود. وی کسی بود که قلعهٔ شو در نزدیکی بلاساغون را نیز بنا کرده بود. هر روز در ایوان کاخ وی در شهر سیصد و شصت بار برای بیگان طبل و دهل می‌نواختند و …
2. هنگامی که اسکندر به سرزمین اویغوران نزدیک شد، با چهار هزار سرباز خاقان رو در رو گشت که به هر دو سوی پشت و روی خود تیراندازی می‌کردند و …
3. خاقان ترک سربازان جوانی را برای مقابله با اسکندر اعزام می‌دارد. وزیرش از او می‌خواهد که افراد تجربه دیده را اعزام کند و …
4. خاقان شو برای مقابله با سربازان ذوالقرنین قشونی را می‌فرستد و در آلتون قان به هم می‌رسند اما با هم صلح کرده و …

## نقل اسامی خاص
در دیوان یکصد و ده اسم خاص آمده‌است که سه گونه اند:
1. اسامی ترکی الاصل
2. اسامی عربی الاصل
3. اسامی فارسی الاصل

بجز تعداد انگشت شمار اسم فارسی الاصل، ۲۰٪ از آنها عربی و بقیه ترکی اند. اسامی عربی الاصل عبارتند از:
نوح، ابراهیم، اسحاق، عیصو، یافث، فقاج، حسین، ثابت، سلیم و جز آن. 

## شعر پژوهی
تمام اشعر مذکور در کتاب دارای وزن هجایی هستند. وزن هجایی، وزن بومی و ملی ترکی است که از گذشته‌های بسیار دور تغذیه می‌شود. برخی از قالب‌های هجایی بسبب کاربرد بیشتر، نامهای خاصی یافته‌اند، نظیر: گرایلی، قوشما، بایاتی و جز آن. حداکثر شمارش هجایی یک مصراع ۱۶ هجاست بسبب تناسب و انتظام هجاهای مصاریع، قانون تقطیع نیز برای هر مصراع جاری است
با تدبر در کتاب می‌توان قالبهای شعری رایج در عهد قراخانیان را دانست که چندی از آنها به این شرح اند :
1. قالب پنج هجایی با تقطیع آزاد
2. قالب شش هجایی با تقطیع آزاد
3. قالب هفت هجایی با تقطیع آزاد
4. قالب هشت هجایی با تقطیع ۴+۴
5. قالب ده هجایی با تقطیع ۵+۵
6. قالب یازده هجایی با تقطیع ۷+۴
7. قالب دوازده هجایی با تقاطیع ۴+۴+۴ و ۶+۶ و ۷+۵

## اقتفا
آثار متعددی در اقتفای این کتاب تألیف شده‌است که می‌توان برخی از آنها را چنیین برشمرد 
الادراک للسان الاتراک
حلیة اللسان و حلبة البیان
بلغة المشتاق فی لغة الترک و القفجاق
زهر الملک فی نحو الترک
الدرة المضیئه فی لغة الترک
اشذور اذهبیه و القطع الاحمدیه فی لغة الترکیه
نادر الدهر علی لغة ملک العصر
ترجمان المترجم بمنتهی الارب فی لغة الترک و العجم و العرب
مقدمة الادب
التحفة الزکیه فی لغة الترکیه
میسرة العلوم